# 加納弥生
加納 弥生（かのう やよい、1963年 - 2019年5月28日）は、日本の元体操選手。國學院大學人間開発学部准教授。國學院高等学校、日本体育大学卒業。1970年代末期から1980年代初期に日本女子体操界で頂点に君臨した。元体操コーチ。現姓名は笹田弥生。

## 来歴・人物
東京都出身。國學院高等学校を経て、日本体育大学卒業。1979年から1982年まで、NHK杯で4連覇。1980年モスクワオリンピック代表選手（日本は参加ボイコット）。元日体大体操コーチ、解説者。実娘は女子体操選手の笹田夏実（OSTC大泉スワロー体育クラブ所属。帝京高等学校→日本体育大学）。
2019年5月28日午前5時55分、肝不全のため東京都の病院で死去。56歳没。

## 主な成績
- 1978年 ストラスブール世界選手権（フランス）出場
- 1978年 全日本選手権：個人総合優勝、床優勝
- 1979年 フォートワース世界選手権（アメリカ）出場
- 1979年 全日本選手権：段違い平行棒優勝
- 1979年 NHK杯：個人総合優勝
- 1980年 モスクワオリンピック（ソビエト）代表　※日本不参加
- 1980年 全日本選手権：個人総合優勝、跳馬優勝、段違い平行棒優勝、床優勝
- 1980年 NHK杯：個人総合優勝
- 1980年 全国高校総体：個人総合優勝
- 1981年 モスクワ世界選手権（ソビエト）出場
- 1981年 全日本選手権：個人総合優勝、段違い平行棒優勝、平均台優勝、床優勝
- 1981年 NHK杯：個人総合優勝
- 1981年 全日本学生選手権：個人総合優勝
- 1982年 NHK杯：個人総合優勝
- 1982年 全日本学生選手権：個人総合優勝
- 1983年 全日本学生選手権：個人総合優勝
- 1984年 全日本学生選手権：個人総合優勝